# Synhoria fischeri
Synhoria fischeri là một loài bọ cánh cứng trong họ Meloidae. Loài này được Kolbe miêu tả khoa học năm 1897.